# Museo del Estado de Sarawak

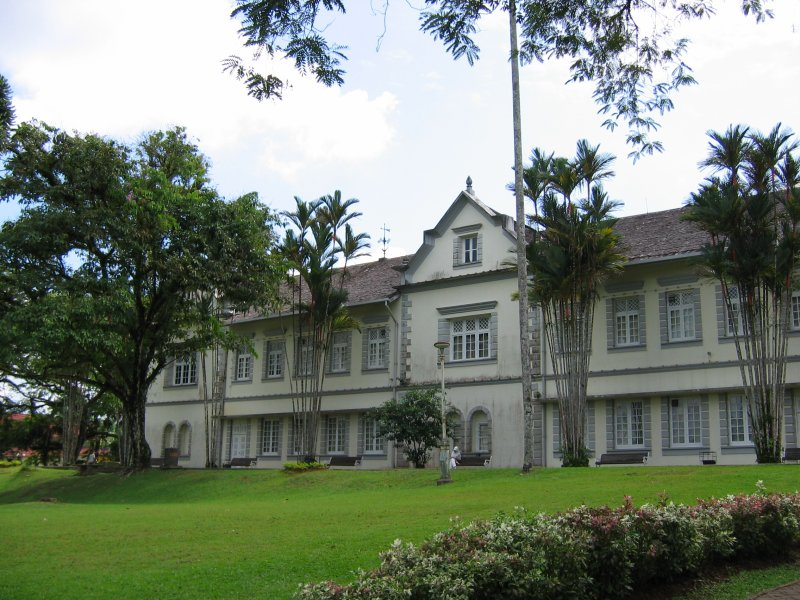
El Museo Sarawak fue construido para el Rajá Charles Brooke en 1891, con modelo de Normandía.

El Museo del Estado de Sarawak es la isntitución museística más antigua de Borneo. Fue establecida en 1888, abriendo en 1891 en un edificio ad hoc, en Kuching, Sarawak. Auspiciado por Charles Brooke, segundo de Sarawak, el establecimiento del museo fue fuertemente propugnado por Alfred Russel Wallace. 

## Revista del museo
El Sarawak Museum Journal es el periódico del Museo Sarawak. Comenzó a publicarse en 1911, con John Moulton como editor, siendo una de las más antiguas revistas científicas del Sudeste Asiático. Sus tópicos cubren Historia, Historia natural, Etnología de la isla de Borneo.

## Lista de curadores
- E.A. Lewis - curador pro tem, actuando del 25 de junio de 1888 a 1902
- Dr George Darby Haviland - curador, 26 de febrero de 1891 al 1 de marzo de 1893
- Edward Bartlett - curador, 1 de marzo de 1893 - 22 de julio de 1897
- Robert Walter Campbell Shelford - curador, 22 de julio de 1897 - 2 de febrero de 1905
- John Hewitt - curador, 2 de febrero de 1905 - noviembre de 1908
- John Coney Moulton - curador, noviembre de 1908 - 22 de enero de 1915
- Mr Erman & Mr K. H. Gillan - oficiales a cargo, 22 de enero de 1915 - mayo de 1922
- Dr Eric Georg Mjöberg - curador, mayo de 1922 - 19 de diciembre de 1924
- Gerard T.M. MacBryan - curador, 20 de diciembre de 1924 - 24 de enero de 1925
- Edward Banks - curador, 20 de febrero de 1925 - 1945 (1942–1945 internado)
- Tom Harrisson - curador, junio de 1947 - noviembre de 1966
- Benedict Sandin - curador, diciembre de 1966 - marzo de 1974
- Lucas Chin - Director, 1 de abril de 1974 - diciembre de 1991
- Dr Peter M. Kedit – Director, diciembre de 1991 - abril de 1996
- Sanib Said - Director desde mayo de 1997